# Konstanzer Trichter
Der Konstanzer Trichter ist die Bucht des Bodensees östlich von Konstanz und nördlich von Kreuzlingen. Im Konstanzer Trichter beginnt der in den Seerhein führende Abfluss des Obersees.
Die Begrenzung des Konstanzer Trichters nach Osten ist etwa die Linie zwischen dem Hörnle (Südostspitze des Bodanrück) im Norden und Bottighofen am südlichen, schweizerischen Ufer sowie im Westen die alte Rheinbrücke.
Der Konstanzer Trichter ist der einzige Bereich des Obersees, in dem zwischen den Anrainerstaaten – in diesem Fall Deutschland und die Schweiz – eine Hoheitsgrenze existiert, und selbst dort nur im westlichen Teil nahe Konstanz.
Die zur Stadt Konstanz gehörige Dominikanerinsel liegt am westlichen Ende des Konstanzer Trichters auf der linken Seite.

## Kunstwerke
An der Hafeneinfahrt im Ende des Konstanzer Trichters steht die Statue Imperia des Bildhauers Peter Lenk.
Auf dem Konstanzer Fischmarkt (ca. 100 m vom Hafen) steht eine mehrere Meter hohe Skulptur, die den Konstanzer Trichter wörtlich nimmt: ein Blechtrichter in einem Betongestell.

## Schutzgebiete
Teile des Konstanzer Trichters sind als FFH-Gebiet „Bodanrück und westl. Bodensee“ (8220-341), Landschaftsschutzgebiet „Bodenseeufer“ (3.35.003) und Vogelschutzgebiet „Konstanzer Bucht des Bodensees“ (DE-8321-401) ausgewiesen.

## Einzelnachweise

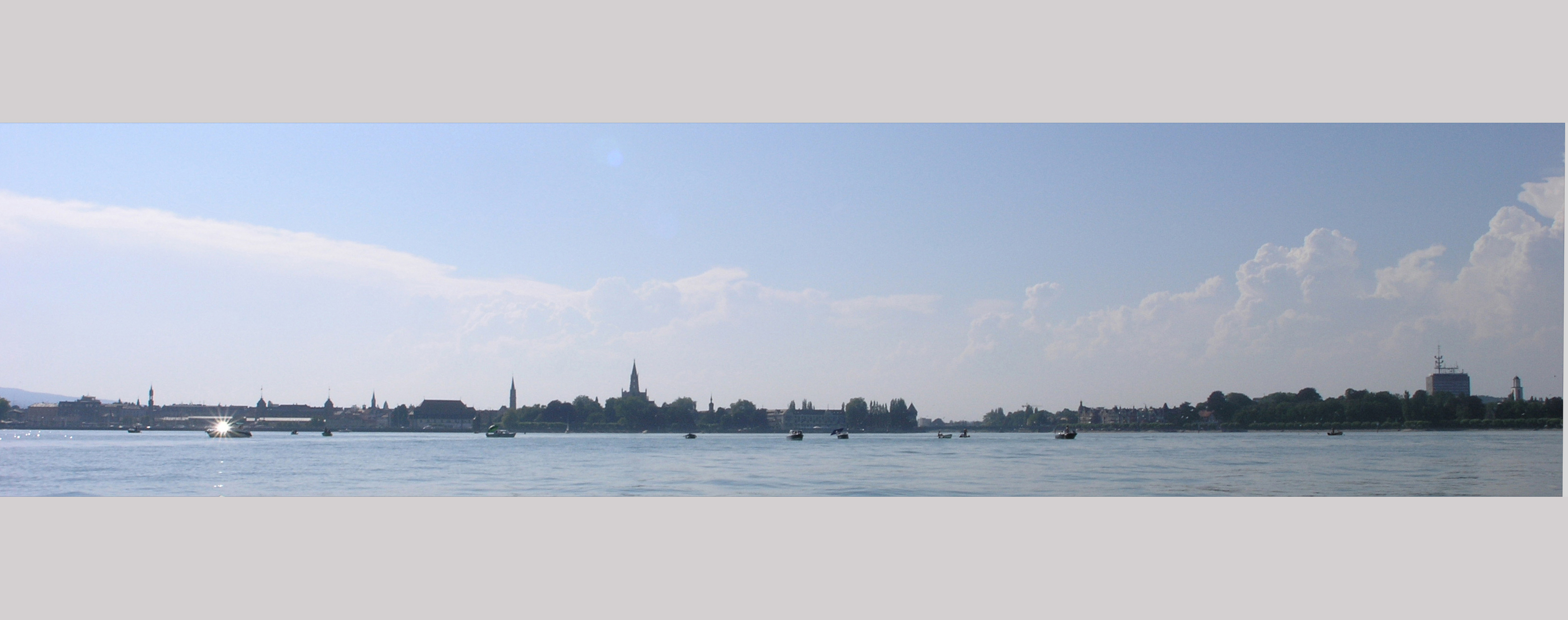
Panoramabild des Konstanzer Trichters